# Bastheim
Bastheim – miejscowość i gmina w Niemczech, w kraju związkowym Bawaria, w rejencji Dolna Frankonia, w regionie Main-Rhön, w powiecie Rhön-Grabfeld, od 1 lipca 2021 wchodzi w skład wspólnoty administracyjnej Mellrichstadt. Leży w Grabfeldzie, około 10 km na północ od Bad Neustadt an der Saale, nad rzeką Els.

## Dzielnice
W skład gminy wchodzą następujące dzielnice:
- Unterwaldbehrungen
- Reyersbach
- Wechterswinkel
- Braidbach
- Rödles
- Geckenau
- Simonshof